# 発光エビルシフェリン-2-モノオキシゲナーゼ
発光エビルシフェリン-2-モノオキシゲナーゼ（Oplophorus-luciferin 2-monooxygenase）は、次の化学反応を触媒する酸化還元酵素である。
発光エビルシフェリン + O2 {\displaystyle \rightleftharpoons } 酸化型発光エビルシフェリン + CO2 + hν
反応式の通り、この酵素の基質は発光エビルシフェリンとO2、生成物は酸化型発光エビルシフェリンとCO2と光である。
組織名はOplophorus-luciferin:oxygen 2-oxidoreductase (decarboxylating)で、別名にOplophorus luciferaseがある。